# Прибыль на акцию
При́быль на а́кцию (англ. Earnings per share, EPS) — финансовый показатель, равный отношению чистой прибыли компании, доступной для распределения, к среднегодовому числу обыкновенных акций.
Прибыль на акцию является одним из основных показателей, использующихся для сравнения инвестиционной привлекательности и эффективности компаний, действующих на фондовом рынке.

## Расчёт прибыли на акцию
Прибыль на акцию определяется по формуле:
{\displaystyle EPS={\frac {I_{N}-D_{P}}{S_{A}}}},
где {\displaystyle I_{N}} — чистая прибыль отчётного периода,
{\displaystyle D_{P}} — дивиденды по привилегированным акциям,
{\displaystyle S_{A}} — средневзвешенное число обыкновенных акций, находившихся в обращении на отчётном периоде.
При вычислении {\displaystyle S_{A}} учитываются все изменения количества обыкновенных акций, произошедшие в отчётный период.
В том случае, если вычисленное значение EPS меньше нуля, имеет смысл говорить об убытке на акцию.
Прибыль на акцию, вычисленная с учётом числа акций, фактически находившихся в обращении, называется базовой прибылью на акцию.
Существует также показатель разводненной (пониженной) прибыли на акцию (англ. diluted EPS), учитывающий возможные изменения количества акций и прибыли вследствие конвертации других ценных бумаг в обыкновенные акции (например, вследствие исполнения опционов, конвертации облигаций, выплаты привилегированных дивидендов новыми акциями).
При вычислении EPS вместо реальных значений чистой прибыли могут использоваться оценки ожидаемой чистой прибыли, данные финансовыми аналитиками. В таком случае говорят об ожидаемой прибыли на акцию (англ. forward EPS).

## Формула расчета прибыли на акцию
Согласно стандарту IAS 33 общая формула расчёта показателя прибыли на акцию за отчётный период:
Базовая прибыль на акцию = Прибыль (убыток) за период, причитающийся владельцам обыкновенных акций/Средневзвешенное количество обыкновенных акций в обращении в течение отчётного периода
где обыкновенная акция — долевой инструмент, а 
прибыль (убыток) за период, причитающийся владельцам обыкновенных акций — консолидируемая прибыль за вычетом налога на прибыль, доли неконтролирующих акционеров, дивидендов по привилегированным акциям,
средневзвешенное количество обыкновенных акций в обращении в течение отчётного периода — количество обыкновенных акций, находившееся в обращении на начало периода и скорректированное на количество новых выпущенных обыкновенных акций в течение периода с учётом даты и условий их выпуска.